# Национальное собрание Франции
Национальное собрание Франции, или Национальная ассамблея (фр. Assemblée nationale) — нижняя палата парламента Франции, в то время как верхняя палата — Сенат. Заседает Национальное собрание в Бурбонском дворце (Пале-Бурбон) Парижа, расположенном на левом берегу Сены напротив площади Согласия. Пале-Бурбон построен в 1728 году, депутаты обосновались в нём с 1798 года.
Ассамблея состоит из 577 депутатов, избираемых на 5 лет в ходе прямых всеобщих выборов, проходящих в два тура. Подобно сенаторам, депутаты выполняют двойную роль: наблюдают за действиями правительства, отчитывающимся перед Ассамблеей в письменном или устном виде, и принимают новые законы.
Президент Национального собрания — это, как правило, представитель лидирующей партии. Ему ассистирует вице-президент, как правило, представитель другой партии. Срок мандата Национального собрания — 5 лет, однако президент Франции может его распустить и объявить досрочные выборы, если он ещё не распускал его в предыдущем году.